# Patrick Martin (chef d'entreprise)
Pour les articles homonymes, voir Patrick Martin.
Patrick Martin, né le 3 mars 1960 à Lyon, est un dirigeant d'entreprise français. Il est élu président du Medef le 6 juillet 2023.

## Biographie
Après des études secondaires à Passy-Buzenval, il est diplômé de l'Institut d'études politiques de Paris, d'une licence de droit à l'université Paris-Panthéon-Assas et de l'École supérieure des sciences économiques et commerciales (ESSEC). Il est officier de réserve de l'armée française.
Il s'engage dans le militantisme patronal en 1995. Il est président du Medef Rhône-Alpes de 2006 à 2011 puis président du Medef Auvergne-Rhône-Alpes de 2016 à 2018. À l'époque de cette dernière fonction, il occupe également plusieurs autres postes : il est notamment administrateur de la Banque de France, de plusieurs organismes appartenant au groupe de prévoyance retraite Apicil, et également de Sipare, une structure d'investissement et d'ingénierie financière destinée aux PME. 
En 2017, il présente sa candidature au poste de président du Medef. Il mène sa campagne en déclarant notamment que le Medef serait « plus efficace s'il donnait davantage la parole aux régions »,. Puis il se retire de la campagne au profit de Geoffroy Roux de Bézieux. En juillet 2018, après l'élection de ce dernier à la tête du mouvement, il quitte son poste de présidence régionale au Medef pour devenir trésorier et vice-président délégué de l'organisation patronale. Après le changement des statuts de l'organisation, son poste de vice-président délégué devient celui de président délégué. Il est alors le « bras droit » du président Geoffroy Roux de Bézieux,.
En 2023, il présente à nouveau sa candidature au poste de président du Medef en remplacement de Geoffroy Roux de Bézieux. Il est considéré comme le favori de cette élection. Concernant le réchauffement climatique, il exprime son opposition aux conclusions du rapport de l'économiste Jean Pisani-Ferry, qui préconise un endettement public accru et une taxation exceptionnelle du patrimoine financier des plus riches pour financer les investissements nécessaires à la lutte contre le réchauffement climatique. Selon Patrick Martin, ces mesures enverraient « un message très négatif » et « détournerait des investissements de la France ». Il déclare vouloir militer pour la baisse des cotisations sociales et des impôts de production. Il remporte l'élection le 6 juillet 2023 ; il entre en fonction le 17 juillet suivant.
Après les élections législatives de 2024, il appelle à constituer un « front économique » face à la coalition de gauche du NFP, dont il dénonce le projet d'abolition de la réforme des retraites, de rétablissement de l'impôt sur la fortune et de hausse du salaire minimum. Il appelle à poursuivre la politique « pro-business » menée par Emmanuel Macron.
Le 24 septembre 2024, il est reçu par Michel Barnier à Matignon. Il ne ferme pas la porte à une hausse temporaire des impôts des entreprises, sous condition que l'Etat fasse des économies,,.

## Société Martin-Belaysoud
Il est actionnaire principal et président-directeur général de l'ETI familiale Martin-Belaysoud, une entreprise fondée en 1829, et qui en 2022 a un chiffre d'affaires annuel de 1 milliard d'euros et emploie près de 3 000 salariés. Il a commencé à y travailler dans les années 1980.
En 2016, Martin-Belaysoud est le numéro 3 français dans son secteur, celui de la distribution professionnelle de matériel de second œuvre technique du bâtiment, de fournitures industrielles et d'aciers. Martin-Belaysoud est également présent dans la conception, construction et maintenance pour les industries pétrolière, gazière et aéronautique, en France et à l'international. L'entreprise a une filiale en Slovaquie et exporte en Afrique et au Moyen-Orient.

## Fortune
Sa fortune professionnelle (hors biens personnels comme les voitures, œuvres d'art, maisons, etc.) est estimée en 2022 à 300 millions d'euros, ce qui le situe selon Challenges à la 389e place des plus grandes fortunes françaises.

## Décoration
En 2021, il est nommé chevalier de la Légion d'honneur au titre de président d'un groupe de distribution pour le bâtiment et l’industrie, président délégué d'une organisation patronale, et 38 ans de services.

## Publications
- Révolution, Résolution, Hermann, 2018 (ISBN 9782705697280).